# After Laughter
After Laughter – piąty album studyjny zespołu Paramore. Został wydany 12 maja 2017 r. przez wytwórnię Fueled by Ramen i nagrywany był w słynnych studiach RCA Studio B w Nashville. To była pierwsza sesja nagraniowa kapeli w mieście, w którym spędza ona większość czasu, gdy nie koncertuje. Produkcją zajął się Justin Meldal-Johnsen oraz muzyk zespołu, gitarzysta i klawiszowiec Taylor York. After Laughter jest płytą szczególną z tego względu, że pojawia się na niej Zac Farro, jeden z założycieli grupy, który odszedł z niej w 2010 roku.

## Lista utworów[1]
1. „Hard Times” – 3:02
2. „Rose-Colored Boy” – 3:32
3. „Told You So” – 3:08
4. „Forgiveness” – 3:39
5. „Fake Happy” – 3:55
6. „26” – 3:41
7. „Pool” – 3:52
8. „Grudges” – 3:07
9. „Caught in the Middle” – 3:34
10. „Idle Worship” – 3:18
11. „No Friend” – 3:23
12. „Tell Me How” – 4:20

## Certyfikaty i sprzedaż
| Kraj                     | Certyfikat  | Sprzedaż |
| ------------------------ | ----------- | -------- |
| Stany Zjednoczone (RIAA) | złota płyta | 500 000+ |
| Wielka Brytania (BPI)    | złota płyta | 100 000+ |